# And Now the Screaming Starts!
And Now the Screaming Starts! en Norteamérica e Reino Unido o ¡Ahora empiezan los gritos! en Argentina y España es una película de terror del subgénero gótico británica, dirigida por Roy Ward Baker. Este film está protagonizado por Peter Cushing, Herbert Lom, Patrick Magee, Stephanie Beacham y Ian Ogilvy.
La película contó con la productora Amicus, conocida por dedicarse casi exclusivamente a las "antologías" o películas de episodios. El guion, escrito por Roger Marshall, está basado en la novela Fengriffen de David Case.
La casona gótica utilizada en la película es Oakley Court, cerca del pueblo de Bray, que es ahora un hotel de cuatro estrellas.

## Trama
Año 1796, Inglaterra. Una pareja de recién casados llega a la casa de los ancestros del marido, Charles Fengriffen (Ian Ogilvy) en su noche de bodas. Por desgracia la novia, Catherine Fengriffen (Stephanie Beacham), no es consciente de la maldición que sufre la mansión a causa de los terribles acontecimientos que en ella ocurrieron en tiempos pasados. En 1746, Silas (Geoffrey Whitehead), un muchacho que trabajaba en los establos, intenta evitar la violación de su joven esposa a manos del noble Fengriffen. Durante el enfrentamiento entre el noble y el lacayo, Silas pierde una mano. Tras su muerte, el espíritu vengativo de Silas regresa al castillo para saciar su sed de venganza con los sucesores del tirano Fengriffen. La mano de Silas regresa para atormentar a la joven pareja, que lucha por superar el horror y dejar atrás el legado de terror y muerte de la familia Fengriffen. Debido a las inesperadas y reiteradas muertes ligadas a un oscuro secreto, el prestigioso Dr. Pope (Peter Cushing) debe descifrar qué son estas temibles apariciones que irrumpen en la felicidad de la pareja.

## Elenco
- Peter Cushing como Dr. Pope
- Herbert Lom como Henry Fengriffen.
- Patrick Magee como Dr. Whittle
- Stephanie Beacham como Catherine Fengriffen.
- Ian Ogilvy como Charles Fengriffen.
- Geoffrey Whitehead como Silas / Woodsman.
- Guy Rolfe como Maitland.
- Rosalie Crutchley como Sra. Luke
- Gillian Lind como Tía Edith.
- Sally Harrison como Sarah.
- Janet Key como Bridget.
- John Sharp como el amigo de Henry.
- Norman Mitchell como Constable.
- Lloyd Lamble como Sir John Westcliff.